# 震度7
震度7（しんどなな）とは、地震による揺れの強さを表す日本の気象庁震度階級（10段階）のうち、最も大きい階級である。

## 概要
日本の気象庁が定める気象庁震度階級（10段階）のうち、「震度7」は最も階級の高いものである。1948年の福井地震を契機として、1949年に導入された。導入時は「激震（げきしん）」の呼称が与えられていたが、1996年の震度階級改正以降、激震の呼称は廃止された。
| 人の体感・行動 | 屋内 | 屋外 | 建物                                                               | 設備・インフラ | 地形                                                                                       |
| --- | --- | --- | ------------------------------------------------------------------ | --- | ------------------------------------------------------------------------------------------ |
| 立っていることができず、はわないと動くことができない。 揺れにほんろうされ、動くこともできず、飛ばされることもある。 | ほとんどの家具が揺れにあわせて移動する。 テレビ等、家電品のうち数キログラム程度の物が跳ねて飛ぶことがある。 | 墓石は重さ数十キログラムの棹石部分が倒れる。 細い中木や高木は根元から折れるものがある。 ほとんどの建物で外壁タイルは剥離、窓ガラスは割れ、地上に落下する。 | 耐震性の高い住宅・建物でも、傾いたり、大きく破壊されるものがある。 | 電気・ガス・水道等の主要ライフラインの供給が停止する。 多くの道路の表装がめくれ、通行が困難になる。 鉄道・高速道路等の広域交通機関が破壊される。 都市機能が消滅し、周辺地域と孤立する。 | 大きな地割れが生じる。 地すべり・山崩れが発生する。 地表部の隆起・沈降等で地形が変形する。 |

一般に震度7の領域は、地下に断層が通っている場合、平野部や盆地に分布しやすく山地では広がりは小さい。また、震源断層の深さが20 km以深になると平野部でも震度7の揺れにはなりにくくなる傾向にある。震源近傍での振動の卓越方向は断層走行と直行する方向になる場合が多い。また、地震動の上下動加速度が重力加速度を越えたと見られる現象はM7前後の地震の限られた地域で見られることがある。

## 歴史

### 震度7（激震）の導入

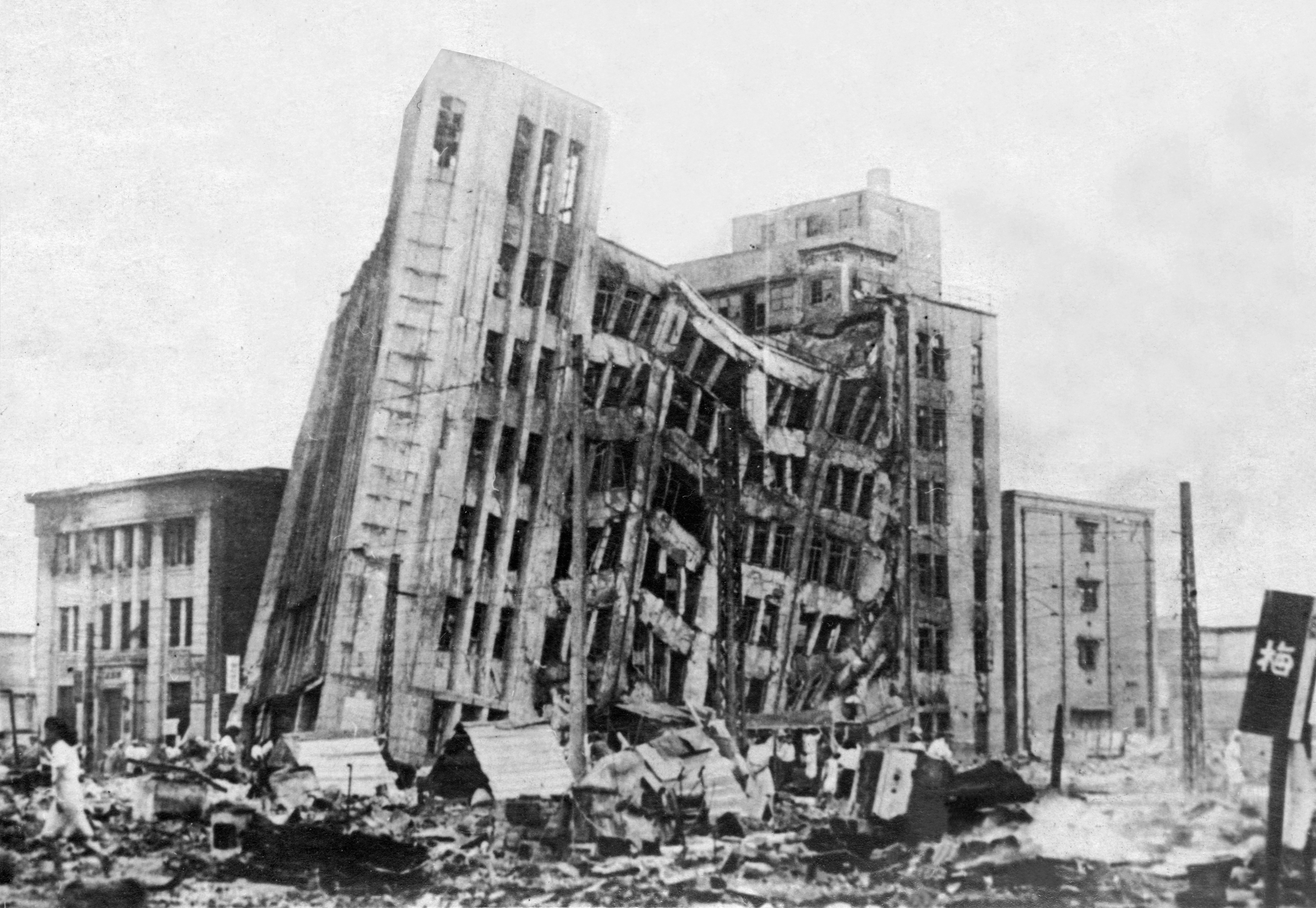
「震度7」を導入する契機となった福井地震による被害

震度7（VII）は1949年の1月の「気象庁震度階」改訂により新たに設けられた階級である。これは、1948年の福井地震を受けて、地震による被害を当時最大の震度6（VI）では適切に表現できないのではないか、という意見が出たためである。震度7（VII）は以下のように定義された。
しかし、ここで「倒壊」と「全壊」を同義語として用いる場合、「全壊」とはどういう状態か明確にする必要がある。また木造家屋の耐震性は時代と共に変化しているという問題がある。

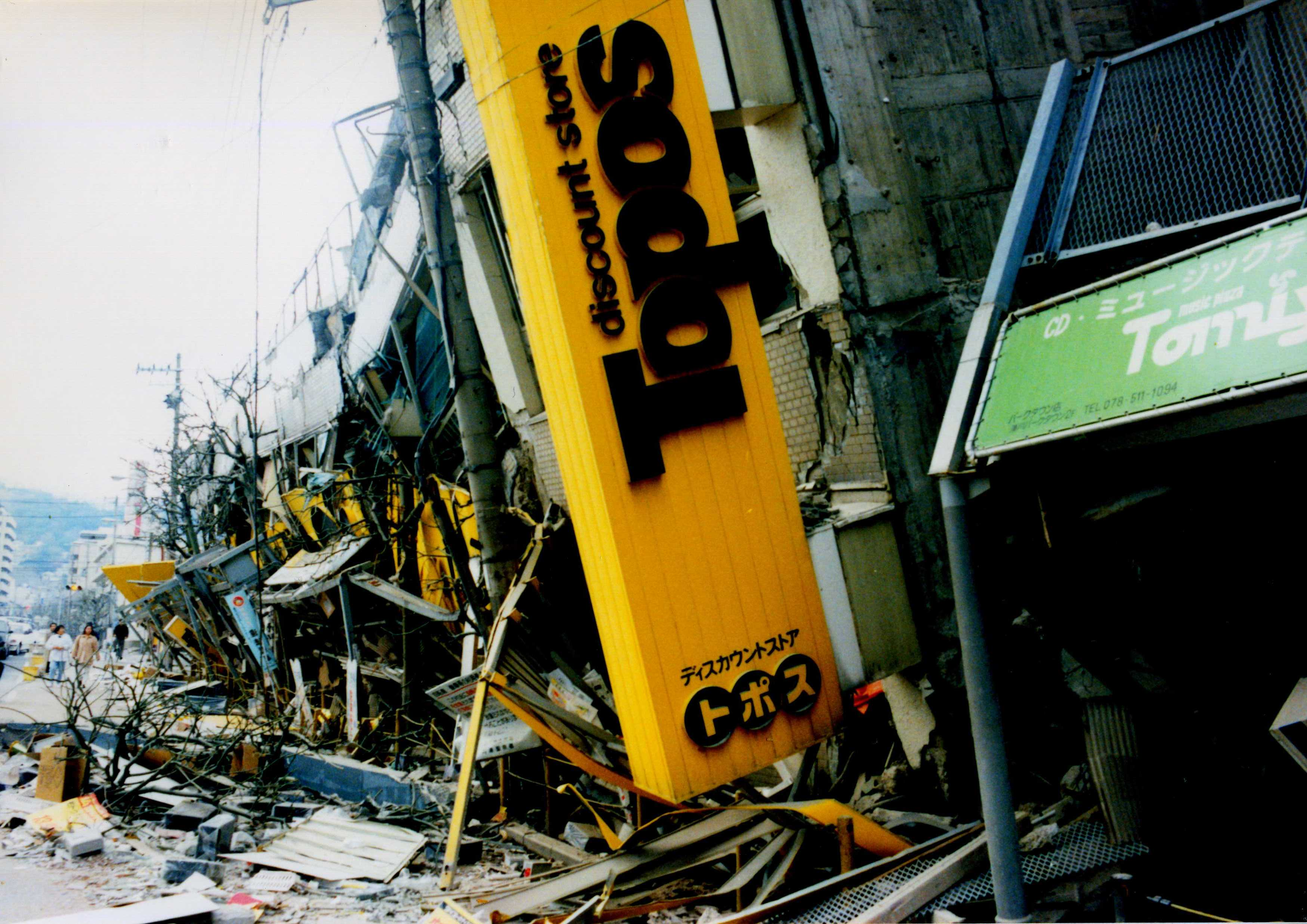
「震度7」が初めて正式に記録された兵庫県南部地震による被害

1995年の兵庫県南部地震（阪神・淡路大震災）で震度7が初めて適用された。気象庁の「地震情報」の段階では震度6だったが、当時の規定に基づき現地調査で判定が行われ、淡路島北部から阪神間の一部地域で「家屋の倒壊が30 %以上に及ぶ」ことを基準とする震度7が適用されることとなった（厳密には「観測」ではなく「適用」と呼んだ）。震度7が初めて適用されたのは地震3日後の1月20日であり、さらに詳細な現地調査による震度7の分布の認定は翌月（調査は2月6日、発表は2月7日）までかかった。当時はたとえ震度7を震度計で計測しても気象庁の係員が周辺の被害状況を調べたうえで本当に震度7であったか確認するまでは発表しない仕組みであった。

### 計測震度7の導入
| 震度 | 計測震度        |
| ---- | --------------- |
| 0    | 0.5未満のすべて |
| 1    | 0.5以上 1.5未満 |
| 2    | 1.5以上 2.5未満 |
| 3    | 2.5以上 3.5未満 |
| 4    | 3.5以上 4.5未満 |
| 5弱  | 4.5以上 5.0未満 |
| 5強  | 5.0以上 5.5未満 |
| 6弱  | 5.5以上 6.0未満 |
| 6強  | 6.0以上 6.5未満 |
| 7    | 6.5以上のすべて |

兵庫県南部地震の際、現地調査を行ってから震度7を適用したのでは災害対応が遅れるとの批判が強かったため、1996年以降はすべての震度が計測震度による判定に改められた。兵庫県南部地震後の現地調査による震度7の範囲で観測された強震加速度波形から計測震度を算出すると6.5前後となり、計測震度6.5以上を新たに震度7と定義すれば、計測震度を四捨五入した値が震度であるという関係を保つことが出来るとされた。
さらに、被害の甚大な芦屋市、西宮市、伊丹市、宝塚市などの阪神間の都市には計測震度計が設置されておらず震度が分からなかったという問題もあったため、従来気象官署、津波地震早期検知網の観測点などに限られていた気象庁の発表地点としての震度観測点を、気象庁約600か所、防災科学技術研究所約800か所、地方公共団体約2,800か所、計約4,200か所と大幅に増強し震度観測点のデータを気象庁の情報発表に活用することとなった。
2004年の新潟県中越地震では地震直後の停電により速報段階で情報が入ってこなかったものの後日回収された地震計によって初めて震度7が観測され、2011年の東北地方太平洋沖地震（東日本大震災）や2016年の熊本地震では震度速報の時点で震度7が発表された。現在、計測震度の最大は2016年4月16日に発生した熊本地震の本震の際に熊本県益城町で観測された計測震度6.7 (6.78) である。
震度7の下限に相当する計測震度6.5の条件として、仮に同じ周期の揺れが数秒間継続した場合、周期1秒の場合は約600 gal以上、周期0.1秒の場合は約2700 gal以上の加速度が必要とされる。
なお、どれだけ揺れが激しいとしても、計測震度が6.5以上ならば震度7とされる。1996年の改定前の検討委員会では、計測震度7.0での分割や計測震度7.5以上を震度8とすることも検討に上がったが、震度7では最大級の防災対応が取られるため防災上は分割の意味がないこと、計測震度7.0以上を観測した例がないためどのような被害が発生するか不明瞭である点から、導入は見送られた。
| 1884年 - 1898年 | 1898年 - 1936年            | 1936年 - 1949年 | 1949年 - 1996年 | 1996年 - 現在 |
| --------------- | -------------------------- | --------------- | --------------- | ------------- |
|                 | 震度0 / 微震（感覚ナシ）   | 震度0 / 無感    | 震度0 / 無感    | 震度0         |
| 微震            | 震度1 / 微震               | 震度I / 微震    | 震度I / 微震    | 震度1         |
| 弱震            | 震度2 / 弱震（震度弱キ方） | 震度II / 軽震   | 震度II / 軽震   | 震度2         |
| 弱震            | 震度3 / 弱震               | 震度III / 弱震  | 震度III / 弱震  | 震度3         |
| 強震            | 震度4 / 強震（震度弱キ方） | 震度IV / 中震   | 震度IV / 中震   | 震度4         |
| 強震            | 震度5 / 強震               | 震度V / 強震    | 震度V / 強震    | 震度5弱       |
| 強震            | 震度5 / 強震               | 震度V / 強震    | 震度V / 強震    | 震度5強       |
| 烈震            | 震度6 / 烈震               | 震度VI / 烈震   | 震度VI / 烈震   | 震度6弱       |
| 烈震            | 震度6 / 烈震               | 震度VI / 烈震   | 震度VI / 烈震   | 震度6強       |
|                 |                            |                 | 震度VII / 激震  | 震度7         |

## 家屋倒壊率と震度
1923年関東地震、1948年福井地震、1952年十勝沖地震では、墓石の転倒と木造建築の被害率を検討した結果、これら3つの地震は平均的に見れば同一震度で木造建物はかなり近い全壊率を生じたことが判明している。さらに、家屋全壊率と死者数との関係は、1891年濃尾地震と1948年福井地震では大きく変わっておらず、少なくとも濃尾地震から福井地震に至る同一震度における家屋の全壊率は大きくは変わっていないとする研究がある。
1894年庄内地震の被害住宅の復興家屋構造の指針として、1914年に震災予防調査会が「木造耐震家屋構造要領」を出したが適用範囲は6大都市に限られていた。さらに第二次世界大戦の激化に伴い1943年から1947年までこの規定の適用は中止された。事実上1950年に制定された建築基準法施行令まで、ほとんどの木造家屋は耐震構造規定の洗礼を受けていないと考えられている。その後耐震基準は1981年に見直され、震度7（激震）が始めて適用された1995年兵庫県南部地震当時では木造家屋の耐震性が1948年福井地震当時とは異なっており、福井地震における家屋倒壊率30 %以上の領域は兵庫県南部地震における家屋倒壊率10 %以上の領域に相当するとの見積もりがある。福井地震の家屋被害の範囲は兵庫県南部地震より遥かに広いものであったが、強震動を評価すると両地震共計測震度7に相当すると推定される領域は限定的なものとなる。
また、2011年東北地方太平洋沖地震では、計測震度7を観測した栗原市築館は加速度2700 galと、兵庫県南部地震の葺合観測点の802 galより大きいものであったにもかかわらず、周辺の住宅全壊率は築館は0 %であったのに対し、兵庫県南部地震の葺合は35 %と高かった。これは東北地方太平洋沖地震では加速度が高かったのは周期0.5秒未満の短周期成分であったのに対し、兵庫県南部地震では家屋に被害をもたらしやすい周期1 - 2秒の加速度応答スペクトルが東北地方太平洋沖地震を約4倍も上回っていた為であると解釈されている。

## 最大震度7を記録した地震の一覧
気象庁の発表地点における記録回数は7回である。各地震の詳細に関しては、当該記事を参照のこと。
気象庁の発表地点において震度7が観測されたのは1995年兵庫県南部地震（阪神・淡路大震災）以降に限られるが、これは1995年以前は震度観測点が気象官署の160点程度であったものが、兵庫県南部地震を期に1996年以降地震観測網が充実され震度観測点が4000か所以上となったためである。M7クラスの内陸地殻内地震でも震度7の揺れとなるのは限定された範囲であり、震度観測点の密度が低い場合はこの震度7の範囲が観測点につかまらない可能性が高いが、観測所の数が増大して密度が高くなれば漏らさず観測される可能性が高くなるためであり、日本で強い揺れを伴う地震が増えたという事ではない。
1996年以降の計測震度7を観測した地震の観測点はすべて気象官署（気象台・旧測候所）以外の地点である。新潟県中越地震・東北地方太平洋沖地震・熊本地震における震度7の観測点はいずれも地方公共団体の設置した計測震度計であったが、北海道胆振東部地震では気象庁が2003年に設置した無人の観測点「厚真町鹿沼」で震度7を観測した。
マスメディアなどが「震度7の連続」と特異性を報じた熊本地震であるが、16日の地震は震度7の他に震度6強の観測点が10ヶ所あるなどM7.3の強大さを示したが、14日の地震は震度6強の観測点がなく、益城町の震度7は局地的なもので、観測点と震源断層の位置関係や地震波の出方、地盤などが関係した可能性がある。
| 発生日         | 地震の名称                            | 震央                            | 地震の規模      | 震源の深さ | 震度7を観測した市区町村  | 計測震度 （気象庁の発表地点）                          | 計測震度 （発表地点以外）        | 備考       |
| -------------- | ------------------------------------- | ------------------------------- | --------------- | ---------- | ------------------------ | ------------------------------------------------------ | -------------------------------- | ---------- |
| 1995年1月17日  | 兵庫県南部地震 （阪神・淡路大震災）   | 大阪湾 兵庫県北淡町（現淡路市） | Mw 6.9 (Mj 7.3) | 16 km      | 神戸市等阪神地域         |                                                        | 6.4（JR鷹取） 6.49 - 6.6（葺合） | [ 注釈 5 ] |
| 2004年10月23日 | 新潟県中越地震                        | 新潟県中越地方                  | Mw 6.6 (Mj 6.8) | 13 km      | 新潟県川口町（現長岡市） | 6.5（川口町川口）                                      | 6.7（K-NET小千谷）               |            |
| 2011年3月11日  | 東北地方太平洋沖地震 （東日本大震災） | 三陸沖                          | Mw 9.0 (Mj 8.4) | 24 km      | 宮城県栗原市             | 6.6（栗原市築館）［K-NET築館］                         | 6.5（KiK-net芳賀）               |            |
| 2016年4月14日  | 熊本地震                              | 熊本県熊本地方                  | Mw 6.2 (Mj 6.5) | 11 km      | 熊本県益城町             | 6.6（益城町宮園）                                      |                                  | [ 注釈 6 ] |
| 2016年4月16日  | 熊本地震                              | 熊本県熊本地方                  | Mw 7.0 (Mj 7.3) | 12 km      | 熊本県益城町、西原村     | 6.7（益城町宮園） 6.6（西原村小森）                    |                                  | [ 注釈 6 ] |
| 2018年9月6日   | 北海道胆振東部地震                    | 胆振地方中東部                  | Mw 6.6 (Mj 6.7) | 37 km      | 北海道厚真町             | 6.5（厚真町鹿沼）                                      | 6.7（KiK-net追分）               |            |
| 2024年1月1日   | 能登半島地震                          | 石川県能登地方                  | Mw 7.5 (Mj 7.6) | 16 km      | 石川県輪島市、志賀町     | 6.5（輪島市門前町走出） 6.6（志賀町香能）［K-NET富来］ | 6.5（K-NET穴水）                 | [ 注釈 7 ] |

## 震度7相当の地震
本節では震度7相当の揺れであったと指摘される地震を記述する。

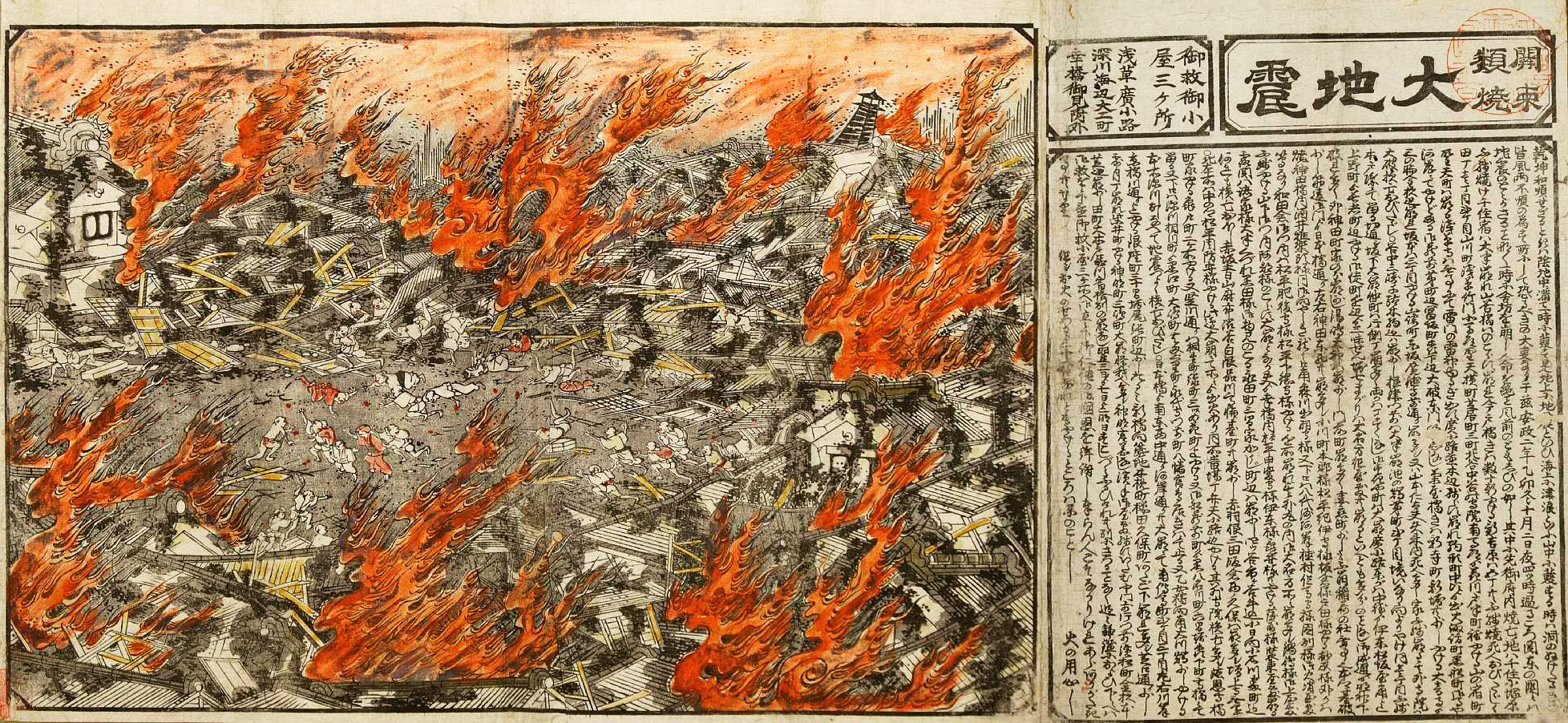
「潰家」の状態。安政の大地震絵図。

歴史地震については、宇佐美 (1994) は江戸時代に適用することを想定して震度判定表の試案を作成している。家屋は通常のものとし、大名、大店などはほぼ一階級強いものと考える。また1980年に東京都が作成した「地震の震度階解説表」にある老朽家屋を江戸時代の庶民の家と考えた。古記録から倒壊家屋数が記録から明らかな場合は被害率（全潰家屋数 + 0.5 × 半潰家屋数）/ 総数が70 %以上を震度VIIとし、被害率が不明でも記録に特定の村が「皆潰れ」「不残潰」「惣潰」と記述されているならば震度VIIと解釈し、「過半数皆潰」ならば震度VI - VIIとした。
内閣府が定める「災害の被害認定基準」では、柱が数度 (1/20) 以上傾斜して、屋根が一見無事に見えても再使用不能で壊して建直さなければいけない状態ならば「全壊」であるが、江戸時代の記録にある「潰家」は屋根が落ちて地面に着いた「伏家」の状態であり、現代の「全壊」より被害の程度が大きく震度を過小評価する要因である。伝統的な日本の在来工法で建てられた木造家屋が30 %以上全壊すれば震度7とされるが、都司 (2012) は、江戸時代の家屋は地震耐久性が弱いであろうから震度を過大評価する要因となり、もう少し控えめに倒壊率20 - 80 %未満を震度6強、倒壊率80 %以上を震度7と判定している。都司 (2011) は、倒壊率20 - 70 %未満を震度6強、倒壊率70 %以上を震度7と判定している。
村松 (2001) は、家屋全壊率30以上となる震度7の等震度線で囲まれる領域の面積とマグニチュードとの間の関係として logS7=1.25Mj-6.88±0.24の実験式を得ており、歴史地震の大雑把なMjの推定に適するとしている。また、震度7の領域は震源となった断層の近傍にあり、その分布は歴史地震の震源となった活断層の確認にも役立つと思われるとしている。
近代地震について、当時「震度7」の階級が導入されていなかった時代の中央気象台（気象庁）が最大震度VI(6)以下としている地震の中で、被害状況から震度VII(7)相当の揺れが推定される地震、あるいは導入後でも気象庁発表対象の震度観測点において最大震度が6強以下であるが、気象庁発表対象以外の計測震度計で震度7相当を観測した場合、また場所によっては震度7相当の揺れであったと指摘される地震について記述する。なお、1872年までの日にちも新暦（グレゴリオ暦）で表記している。
地震観測網整備前・震度階級導入前（歴史地震）

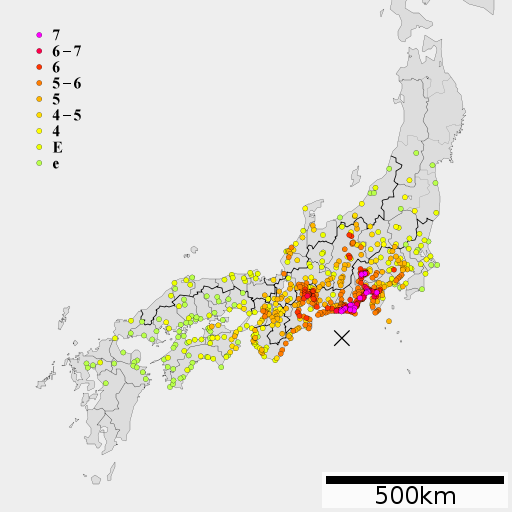
安政東海地震の震度分布。家屋が丸崩となり震度7（赤紫）と推定される地域は浜名湖東部から駿河湾沿岸、甲府盆地に及ぶ。

- 明応地震（1498年9月20日） - 浅羽低地付近で震度7の可能性がある[54]。
- 天正地震（1586年1月18日） - 大垣、長島で震度7と推定されている[55]。濃尾平野の液状化跡から震度7相当の揺れが推定される[56]。清洲城の中堀跡の北側から本地震と濃尾地震の時期と推定される顕著な液状化の痕跡が発見されている[57]。
- 慶長伏見地震（1596年9月5日） - 伏見城、八幡などで震度7と推定されている。兵庫の港町は500軒の家が全部壊れ、現在の神戸市域もまた震度7の範囲に入っていたことが明らかになってきた[58]。六甲・淡路島断層帯を構成する野島断層が活動した兵庫県南部地震と、六甲断層帯および有馬・高槻断層帯が活動したと推定される本地震とは相補的な関連があったと推定される[59]。
- 寛永小田原地震（1633年3月1日） - 小田原で震度7と推定されている[60]。
- 寛文近江・若狭地震（1662年6月16日） - 琵琶湖西岸各地[61]、朽木などで震度7と推定されている[62]。
- 元禄地震（1703年12月31日） - 小田原、館山などで震度7と推定されている[63][64][65]。
- 能代地震（1704年5月27日） - 能代、八森で震度7と推定されている[66]。
- 宝永地震（1707年10月28日） - 袋井（不残潰）、布施[67][68]、堅固に設けたる家は地震に倒れ、液状化で水が吹き出した高知城下、中村などで震度7と推定されている[69]。
- 宝永富士宮地震（1707年10月29日） - 村山浅間神社、富士山本宮浅間大社で社殿が大破、あるいは付近の家屋が残らず倒壊し、富士宮付近で震度7と推定されている[70]。
- 信濃小谷地震（1714年4月28日） - 小谷村千国坪ノ沢では大規模な山崩れが発生し、震度7と推定されている[71][72]。この地震も2014年の地震と類似し、やはり神城断層の活動と推定される[72]。
- 遠山地震（1718年8月22日） - 南信濃和田で震度7と推定[73]。
- 津軽地震（1766年3月8日） - 油川で震度7と推定されている[74]。
- 象潟地震（1804年7月10日） - 象潟などで震度7と推定されている[75]。
- 羽後地震（1810年9月25日） - 脇本などで震度7と推定されている[76]。
- 三条地震（1828年12月18日）- 三条などで震度7と推定されている[77][52]。
- 善光寺地震（1847年5月8日） - 善光寺諸堂や周辺の院坊は尽く倒壊類焼し、善光寺、稲荷山などで震度7と推定されている[78]。
- 伊賀上野地震（1854年7月9日） - 木津で震度7と推定されている[79]。また、上野盆地の北端、四日市の南方、古市に震度7の存在が認められる[80]。
- 安政東海地震（1854年12月23日）- 三島（丸崩・皆倒れ）、蒲原（丸崩・皆倒れ）など駿河湾北東部沿岸から西側の駿府（丸崩）、さらに袋井（丸崩）などから浜名湖付近に至るまで、および甲府盆地では軒並み震度7と推定されている[49][81][82][83]。富士川河口付近には、3 m以上の変異を伴う蒲原地震山、松岡地震山が出現し、断層が地上に現れた位置と推定されている[84][85]。
- 安政南海地震（1854年12月24日） - 上記の安政東海地震との連動型地震とみられる[86]。中村で震度7と推定されている[87]。
- 遠江の地震（1855年11月7日） - 袋井などで震度7と推定されている[88]。
- 安政江戸地震（1855年11月11日） - 本所、中之郷、亀戸辺は倒潰率94 %であり震度7と推定されている[89]。
- 飛越地震（1858年4月9日） - 跡津川断層に近い集落[90]、中沢上および森安では建物の倒壊率が100 %となっている。宮川などで震度7と推定されている[91]。
- 浜田地震（1872年3月14日） - 浜田などで震度7と推定されている[92]。

震度階級導入後（震度7導入前）

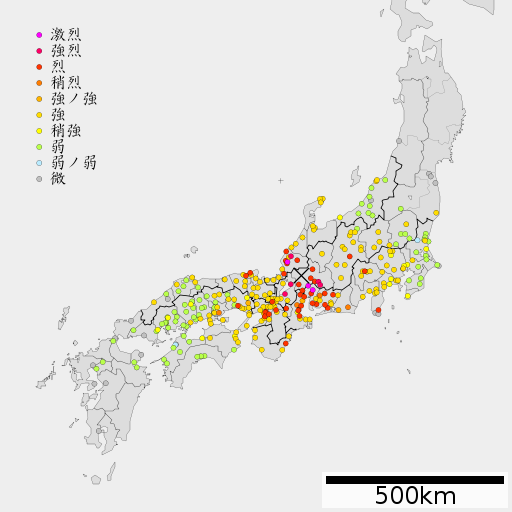
濃尾地震の震度分布。中央気象台原簿の地震報告による。

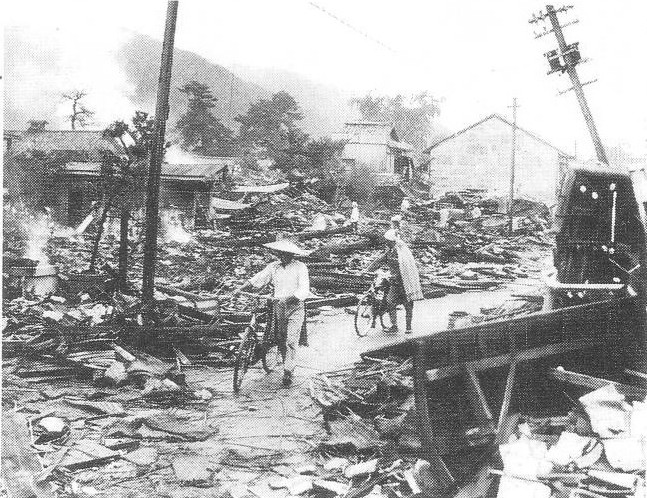
鳥取地震による被害

- 濃尾地震（1891年10月28日） - 直下型地震としては観測史上最大規模のマグニチュード 8.0 を記録し、この地震により中部地方の広い範囲に被害をもたらした辛卯震災を引き起こした。当時の震度階は「微・弱・強・烈」の四段階であったが、鯖江、大田島、勝川では「激烈」と報告された[93]。震度 7 と推定される地域が美濃から尾張にかけて分布し[94]、根尾谷断層沿いの本巣郡、木曽三川合流地域の 36 町村では全壊率 100%となった[95]。住家被害率 60以上（全壊率 30以上に相当）の地域は、根尾谷断層沿いでは地震断層に沿って狭い範囲で分布し、濃尾平野では広く分布するため伏在断層が動いたと推定される[4]。
- 庄内地震（1894年10月22日） - 平田村を中心とする庄内平野に震度7と推定される地域がある[96][97][98]。
- 陸羽地震（1896年8月31日） - 一部では震度7相当の揺れがあったとされる[99]。
- 秋田仙北地震（1914年3月15日） - 強首村で震度7と推定されている[100]。
- 関東地震（1923年9月1日） - この地震により関東大震災が引き起こされた。神奈川県や千葉県房総半島南部の沖積低地を中心に震度7相当と推定[101]、神奈川県西部、及び房総半島南部の一部には全壊率70を超える領域もある[102]。
- 北但馬地震（1925年5月23日） - 家屋全壊率30以上となる震度7の等震度線で囲まれる領域がある[53]。
- 北丹後地震（1927年3月7日） - 峰山町や野田川町では全壊率90を越え[103]、震源断層に近い地域では震度7と推定される[95]。全壊率30以上の地域は郷村断層と直交する山田断層に沿って、最大幅約10 kmの範囲でT字型に分布している[4]。
- 北伊豆地震（1930年11月26日） - 全壊率30 %以上の地域は震源断層を挟む10 km以内に分布し、韮山方面に広がっている[4]。
- 男鹿地震（1939年5月1日） - 男鹿半島中央部に震度7と推定される激震地域がある[104]。
- 長野地震（1941年7月15日） - 家屋全壊率30以上となる震度7の等震度線で囲まれる領域がある[53]。
- 鳥取地震（1943年9月10日） - 全壊率30 %以上の地域は鳥取平野を中心として広がっている[4]。
- 昭和東南海地震（1944年12月7日） - 福地村、袋井町などで震度7相当と推定[105]。
- 三河地震（1945年1月13日） - 幡豆郡の町村（現西尾市）などで震度7相当と推定[106]。
- 福井地震（1948年6月28日） - 福井の震害が著しく、この地震による被害状況は震度7が導入される契機となった[107]。全壊率30 %以上の地域は福井平野のほぼ全域に広がり、80 %以上の地域は震源断層付近に分布している[4]。福井平野北部の町村では多くの地区で倒壊率が98 - 100 %に達した[5]。

震度7（激震）導入後
- 今市地震（1949年12月26日） - 家屋全壊率30 %以上となる震度7の等震度線で囲まれる領域がある[53]。
- 十勝沖地震（1952年3月4日） - 中央気象台の『地震調査』の原簿によれば、委託観測所である大津では「家屋の倒れるもの多し」と、震度VII(7)が報告され、幸震村はVIIからVに訂正されている[108]。
- えびの地震（1968年2月21日） - 家屋全壊率30 %以上となる震度7の等震度線で囲まれる領域がある[53]。
- 大分県中部地震（1975年4月21日） - 家屋全壊率30 %以上となる震度7の等震度線で囲まれる領域がある[53]。

計測震度7導入後
- 鳥取県西部地震（2000年10月6日） - 防災科学技術研究所のKiK-netで、日野において震度7相当の計測震度6.6を観測[109]。
- 三陸南地震 (2003年5月26日)    - 防災科学技術研究所の発表した推計震度分布によると石巻市の一部で震度7相当の揺れがあったと推定される領域がある。
- 新潟県中越地震の余震 (2004年10月23日)     - 防災科学技術研究所の発表した面的推定震度分布によると十日町市と小千谷市の一部で震度7相当の揺れがあったと推定される領域がある。
- 福岡県西方沖地震（2005年3月20日） - 東京大学地震研究所の三宅弘恵らの研究チームは余震の観測記録を基に本震の地震動をシミュレーションし、推定で震度7（計測震度6.5）に達した可能性があるという試算結果を発表[110][111]。筑波大学の境有紀の話によれば住宅被害の多くが地盤崩壊や崖崩れを伴い建物自体が地震動で大きく破壊されたとは考えづらいものの、屋根瓦の被害率が高い状況などから震度6強相当ではないかと自身のホームページ上で発表している[112][113]。気象庁は玄界島の被害程度の調査を行っており、山本雅博地震津波監視課長（当時）は記者会見で「調査結果を総合的に見ると震度6弱程度ではないか」とコメントしている[114]。
- 能登半島地震（2007年3月25日） - 家屋全壊が多かった輪島市門前町の黒島地区、道下地区、走出地区の一部に震度7相当の地震動が推定される[115]。
- 新潟県中越沖地震（2007年7月16日） - 柏崎刈羽原子力発電所敷地内にある地震計1基における観測データから、震度7相当（計測震度6.5）を算出[116]。また、北越急行ほくほく線くびき駅に設置されている地震計にて410ガルを記録。北越急行株式会社の規定震度階級では400ガル以上は震度7扱い[117]。
- 岩手・宮城内陸地震（2008年6月14日） - 奥州市胆沢区の石淵ダム直下の地盤に設置した地震計で最大加速度2097galを観測し、ダム管理事務所は震度7相当の揺れとする記者発表をしている。ただし、計測震度算出に必要な処理を行った値ではなく、急崖の上という地形の影響を強く受けて地震動が増幅したと分析されている[118][119][120]。
- 長野県北部地震（2011年3月12日） - 気象庁の推計震度分布によると、長野県・新潟県県境付近に位置する栄村・津南町・十日町市で震度7と推定される領域がある[121]。この地震は東北地方太平洋沖地震の誘発地震とされる。
- 宮城県沖地震（2011年4月7日）　- 栗原市の一部で震度7と推定される領域がある。この地震は東北地方太平洋沖地震の余震の一つである。
- 福島県浜通り地震（2011年4月11日） - 気象庁の推計震度分布によると、福島県いわき市の一部で震度7と推定される領域がある[122]。この地震は東北地方太平洋沖地震の余震の一つである。
- 福島県中通り地震（2011年4月12日）- 気象庁の推計震度分布図によると、福島県いわき市の一部の地域には、震度7と推定される領域がある[123]。この地震は東北地方太平洋沖地震の余震の一つである。
- 長野県神城断層地震（2014年11月22日） - 長野県白馬村の堀之内地区で震度7相当の揺れがあったと推定されている[124]。
- 山形県沖地震（2019年6月18日） - 山形県鶴岡市小岩川地区の墓地の一角で震度7相当の揺れがあったと見られている[125]。
- 福島県沖地震（2021年2月13日） - 防災科学技術研究所の面的推定震度分布によれば宮城県山元町で震度7と推定される領域がある[126]。この地震は東北地方太平洋沖地震の余震の一つである。
- 福島県沖地震（2022年3月16日） - 防災科学技術研究所の面的推定震度分布によれば福島県国見町と桑折町で震度7と推定される領域がある[127]。
- 奥能登地震（2023年5月5日） - 防災科学技術研究所の面的推定震度分布によれば石川県珠洲市で震度7と推定される領域がある[128]。

## 日本以外での使用
台湾では、日本で用いられているもの同様の10段階の震度階級（中央気象署震度階級）を採用している。2000年8月1日の制定以降、台湾では震度7を9回観測している。厳密な計算方法がわずかに異なるので単純比較はできないが、面積が日本の10分の1程度である台湾の震度7の計測回数は同時期の日本の7回よりも多い。